# Смајловићи (Фојница)
Смајловићи је насељено место у Босни и Херцеговини у општини Фојница. Административно припада Федерацији Босне и Херцеговине, односно њеном Средњобосанском кантону. Према попису становништва из 2013. у насељу је било 113 становника, а већинску популацију чинили су Бошњаци.

## Становништво
По последњем службеном попису становништва из 2013. године у овом насељу живело је 113 становника, а село је било етнички хомогено са већинском бошњачком популацијом.
| Националност | 2013. | 1991.        | 1981.        | 1971.        |
| Бошњаци      | —     | 162 (94,74%) | 144 (100,0%) | 137 (91,95%) |
| Југословени  | —     | 4 (2,34%)    | 0            | 0            |
| остали       | —     | 5 (2,92%)    | 0            | 12 (8,05%)   |
| Укупно       | 113   | 171          | 144          | 149          |